# Rudochova hamižnost
Rudochova hamižnost (v anglickém originále Red Man's Greed) je sedmý díl sedmé řady amerického animovaného televizního seriálu Městečko South Park.

## Děj
Majitelé indiánského kasina chtěji koupit město South Park a postavit přes něj dálnici. Jenže to se ale obyvatelům nelíbí a jsou nuceni své domovy opustit. To se také nelíbí klukům a začnou se indiánům stavět na odpor. A tak indiáni nakazí darované deky SARSem, které pak chtějí darovat všem lidem ve městě.

## Zajímavosti
- V dílu zazní slovo nemoci SARS, která je dějištěm aktuální pandemie nemoci covid-19